# Стьюарт (Міннесота)
Стьюарт (англ. Stewart) — місто (англ. city) в США, в окрузі Маклеод штату Міннесота. Населення — 489 осіб (2020).

## Географія
Стьюарт розташований за координатами 44°43′26″ пн. ш. 94°29′12″ зх. д. / 44.72389° пн. ш. 94.48667° зх. д. (44.723772, -94.486595).  За даними Бюро перепису населення США в 2010 році місто мало площу 2,09 км², з яких 2,08 км² — суходіл та 0,01 км² — водойми.

## Демографія
Згідно з переписом 2010 року, у місті мешкала 571 особа в 235 домогосподарствах у складі 152 родин. Густота населення становила 273 особи/км².  Було 261 помешкання (125/км²).
Расовий склад населення:
| - 97,4 % — білих - 0,2 % — азіатів - 1,8 % — осіб інших рас |

До двох чи більше рас належало 0,7 %. Частка іспаномовних становила 4,2 % від усіх жителів.
За віковим діапазоном населення розподілялося таким чином: 24,0 % — особи молодші 18 років, 64,6 % — особи у віці 18—64 років, 11,4 % — особи у віці 65 років та старші. Медіана віку мешканця становила 39,3 року. На 100 осіб жіночої статі у місті припадало 103,2 чоловіків;  на 100 жінок у віці від 18 років та старших — 104,7 чоловіків також старших 18 років.
Середній дохід на одне домашнє господарство  становив 51 930 доларів США (медіана — 43 182), а середній дохід на одну сім'ю — 62 922 долари (медіана — 50 938). Медіана доходів становила 40 870 доларів для чоловіків та 28 125 доларів для жінок. За межею бідності перебувало 16,0 % осіб, у тому числі 30,3 % дітей у віці до 18 років та 5,7 % осіб у віці 65 років та старших.
Цивільне працевлаштоване населення становило 272 особи. Основні галузі зайнятості: виробництво — 31,3 %, освіта, охорона здоров'я та соціальна допомога — 19,9 %, роздрібна торгівля — 12,9 %, будівництво — 7,7 %.